# 東通企画
株式会社東通企画（とうつうきかく）は、TBSアクト（旧・東通）系列の番組制作会社である。

## 概要
1974年、フューチャーデザインシステム（前身企業）として設立し、1977年に大阪東通（現在は関西東通）をはじめ、在阪民間放送準キー局等が出資して東通映像企画が発足。あくる1978年11月から現社名となった。なお親会社である東通は2021年4月1日に、TBSホールディングス完全出資の新会社「TBSアクト（TACT）」に吸収され消滅会社となったが、当社は社名変更されない。

### 事業内容
- テレビ放送番組の企画制作
- CM、企業ビデオパッケージ、3D、Blu-ray、DVD、各種イベント等の企画制作
- 広告代理業務
- ブロードバンド、モバイルコンテンツ、電子看板等のニューメディアにおける企画・演出および制作

## 会社概要

### 所在地
- 東京本社：〒107-0052 東京都港区赤坂2-14-5
- 大阪本社（法人登記上本店）：〒531-0076 大阪市北区大淀中1-16-7

## 所属スタッフ

### 東京本社

#### 制作センター
- 元村次宏（センター長 / 執行役員）

制作部
- 白髭晋二（制作1部　部長 / プロデューサー、関連会社・トスプランニングから出向）
- 三井保夫（制作2部　部長 / プロデューサー）

ドラマ部
- 元村次宏（部長（兼） / プロデューサー）

スポーツ部
- 藪原涼介（課長 / ディレクター）

インターネット事業センター
- 元村次宏（センター長（兼） / 執行役員）

映像動画制作室
- 福井義典（室長 / 専門職ディレクター）

#### 専門職
- 福井義典（専門職ディレクター）
- 鈴木　統（専門職ディレクター）

### 大阪本社

#### 制作センター
- 岡崎雅哉（センター長）

制作部
- 濱本真治（制作1部　部長 / プロデューサー）
- 山東寿海（制作2部　部長 / プロデューサー）
- 矢代俊昭（制作3部　部長 / プロデューサー）

放送サービス事業センター
- 安田　浩（センター長 / 常務取締役）

放送サービス部
- 大野智義（課長）

#### 専門職
- 三宅純子（専門職プロデューサー）
- 北村　崇（専門職ディレクター）
- 大出幸子（専門職ディレクター）

## 以前所属していたスタッフ
- 肥爪道夫（プロデューサー / 現：株式会社エックスワン 代表取締役社長）
- 長谷川豊（プロデューサー兼ディレクター / 現：社名同上 常務取締役兼務株式会社レジスタエックスワン 代表取締役社長）
- 安田貞夫（プロデューサー / 現：インパクト 代表取締役社長）
- 国延隆充（プロデューサー兼ディレクター / 当社からインパクトを経て、現：スピンオフ 代表者）
- 林敏博（ディレクター / 現：株式会社ビーダッシュ 代表取締役社長）
- 木部勇一（ディレクター / 現：株式会社ナインスリー（旧きべ事務所→宝塚インターネットテレビ）代表者）
- 十河壮吉（ディレクター / 大阪東通（現・関西東通）から当社を経て、現：十河事務所）
- 池田成男（ディレクター / 現：株式会社エスエスシステム）
- 高橋章良（ディレクター / 当社からエックスワン取締役を経て、現：有限会社チャプター 代表者）
- 都間清之（プロデューサー / 当社からビーワイルドを経て、現：株式会社パワーステーション 代表取締役社長）
- 黒田源治（ディレクター / 現：フリー）
- 山本助直（ディレクター / 現：すきな有限会社 代表者）
- 木村佳史（放送演芸作家兼ディレクター / 現：Office ちゅ〜とはんぱ 代表者）
- 西川昌之（プロデューサー / 現：株式会社CREA5（クレアファイブ） 代表取締役）
- 辻宣幸（プロデューサー / 東放学園専門学校を卒業後、当社を経て、現：株式会社おもちゃあ）
- 森栗唯（ディレクター / 現：株式会社CREA5（クレアファイブ））
- 山本幹男（ディレクター / 現：株式会社CREA5（クレアファイブ））
- 森脇芳史（ディレクター / 現：株式会社CREA5（クレアファイブ））
- 安本浩太（ディレクター / 現：株式会社CREA5（クレアファイブ））
- 山口博之（ディレクター / 現：株式会社オフィスXXL 代表取締役社長）
- 石原直行（ディレクター / 現：フリー）
- 高橋新吾（ディレクター / 現：株式会社ホワイトブレイン代表取締役専務）
- 松本洋平（ディレクター / 現：株式会社ytv Nextry）
- 野上ナオト（ディレクター/ 現：フリー　演出家・映像作家）
- 大城哲也（ディレクター / 現：株式会社ジニアス　取締役　プロデューサー）
- 相澤幸一（アシスタントディレクター / 当社から関連会社・株式会社トスプランニングを経て、現：有限会社アクロ 代表取締役社長）
- 奥出　博(ディレクター/現：株式会社TOPLUS代表取締役)